# ماکسیم برتران
ماکسیم برتران (فرانسوی: Maxime Bertrand‎) دوچرخه‌سوار اهل فرانسه است. وی در بازی‌های المپیک تابستانی ۱۹۰۰ شرکت کرده است.